# Państwowy Instytut Sztuki Teatralnej

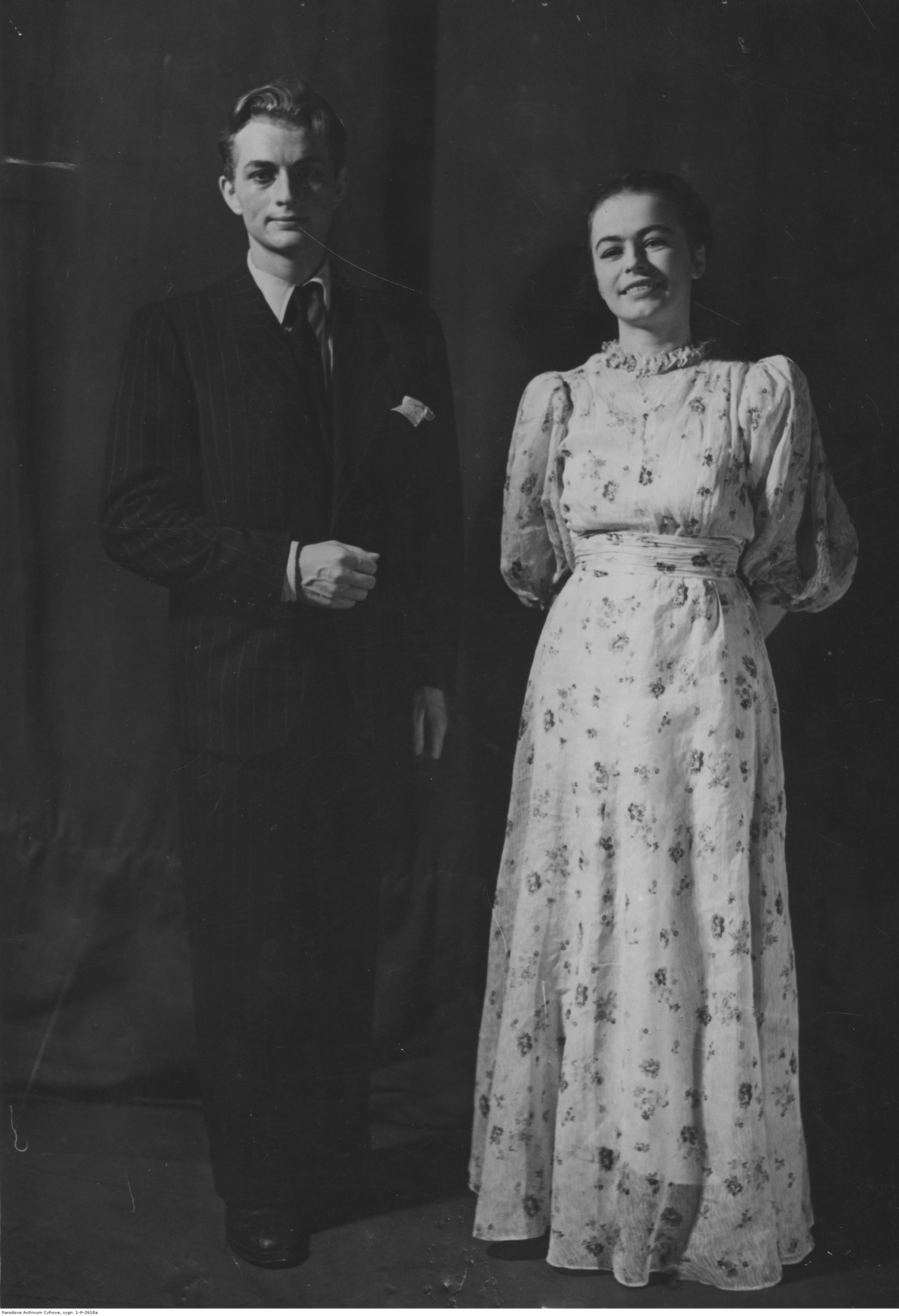
Absolwenci PIST Czesław Kulak i Danuta Szaflarska, 1939

Państwowy Instytut Sztuki Teatralnej (PIST) – państwowa szkoła teatralna utworzona w Warszawie w 1932 z inicjatywy Aleksandra Zelwerowicza (który został jej pierwszym dyrektorem) i Leona Schillera.

## Historia
Państwowy Instytut Sztuki Teatralnej został powołany rozporządzeniem Ministra Wyznań Religijnych i Oświecenia Publicznego Janusza Jędrzejewicza z 25 sierpnia 1932. Była to szkoła średnia o wysokim poziomie nauczania, który śmiało można porównać z poziomem uczelni. Nauka w niej trwała 3 lata. Początkowo znajdował się tam jedynie Wydział Aktorski, a od 1933 także Wydział Reżyserski. Podczas II wojny światowej instytut ten działał w konspiracji. Szkoła umożliwiała też zdanie eksternistycznego egzaminu aktorskiego.
Po wojnie został reaktywowany w Łodzi w 1945, a w 1946 został przekształcony w Państwową Wyższą Szkołę Teatralną. W 1949 ówczesne władze odsunęły od sprawowania wysokich funkcji Zelwerowicza i Schillera, a szkoła została przeniesiona do Warszawy. W 1955 nadano jej imię A. Zelwerowicza (obecnie Akademia Teatralna).